# Austin Lane Poole
Austin Lane Poole (6 dicembre 1889 – 22 febbraio 1963) è stato uno storico britannico medievalista.

## Biografia
Poole veniva da una stirpe di accademici, essendo figlio di Reginald Lane Poole (custode degli archivi all'Università di Oxford), nipote di Stanley Lane-Poole (professore di arabo al Trinity College di Dublino) e nipote di Reginald Stuart Poole (professore di archeologia all'Università di Cambridge).
Austin Poole studiò al Magdalen College School e al Corpus Christi College di Oxford. In seguito insegnò al Selwyn College e al St John's College. Divenne fellow (membro) e successivamente presidente di quest'ultimo e fu anche fellow del Corpus Christi College.
Durante la prima guerra mondiale, Poole prestò servizio come tenente nel Reggimento del Gloucestershire.
Austin Poole scrisse il terzo volume della Oxford History of England, From Domesday Book to Magna Carta 1087-1216, pubblicata nel 1951. Curò anche le raccolte di poesia di Thomas Gray. Nel 1944 tenne le Ford Lectures.
Poole fu tutore di storia moderna al St John's College (Oxford) dal 1913 e dal 14 febbraio 1947 al 1957 fu presidente del college.